# Blastocladiomicots
Els blastocladiomicots (Blastocladiomycota) són una divisió o fílum del regne dels fongs (Fungi). Són fongs zoospòrics que es troben en el sòl i en hàbitats d'aigua dolça; són saprobis en la seva majoria, subsistint de la descomposició de matèria orgànica.
Tres de les cinc famílies de Blastocladiomycota contenen agents patògens. Aquestes infecten espècies de tardígrads, el plàncton de Daphnia, nemàtodes, diversos semiaquàtics i plantes aquàtiques així com larves de mosquits.

## Taxonomia
Els organismes d'aquest fílum varen ser inicialment inclosos en el fílum Chytridiomycota. El 2006, i gràcies a la seqüenciació d'ADN, es va poder determinar que Blastocladiomycota i  Neocallimastigomycota representaven fílums separats del Chytridiomycota.
La divisió Blastocladiomycota inclou dues classes, cadascuna amb un ordre:
- Classe Blastocladiomycetes
  - Ordre Blastocladiales
- Classe Physodermatomycetes
  - Ordre Physodermatales